# Lijst van Salamandridae
Onderstaand een lijst van alle soorten salamanders uit de familie echte salamanders of Salamandridae. De lijst is gebaseerd op Amphibian Species of the World.
- Calotriton arnoldi
- Calotriton asper
- Chioglossa lusitanica
- Cynops chenggongensis
- Cynops cyanurus
- Cynops ensicauda
- Cynops fudingensis
- Cynops orientalis
- Cynops orphicus
- Cynops pyrrhogaster
- Cynops wolterstorffi
- Echinotriton andersoni
- Echinotriton chinhaiensis
- Euproctus montanus
- Euproctus platycephalus
- Ichthyosaura alpestris
- Laotriton laoensis
- Lissotriton boscai
- Lissotriton graecus
- Lissotriton helveticus
- Lissotriton italicus
- Lissotriton kosswigi
- Lissotriton lantzi
- Lissotriton maltzani
- Lissotriton meridionalis
- Lissotriton montandoni
- Lissotriton vulgaris
- Lyciasalamandra antalyana
- Lyciasalamandra arikani
- Lyciasalamandra atifi
- Lyciasalamandra billae
- Lyciasalamandra fazilae
- Lyciasalamandra flavimembris
- Lyciasalamandra helverseni
- Lyciasalamandra irfani
- Lyciasalamandra luschani
- Lyciasalamandra yehudahi
- Mertensiella caucasica
- Neurergus crocatus
- Neurergus derjugini
- Neurergus kaiseri
- Neurergus strauchii
- Notophthalmus meridionalis
- Notophthalmus perstriatus
- Notophthalmus viridescens
- Ommatotriton ophryticus
- Ommatotriton vittatus
- Pachytriton archospotus
- Pachytriton brevipes
- Pachytriton changi
- Pachytriton feii
- Pachytriton granulosus
- Pachytriton inexpectatus
- Pachytriton moi
- Pachytriton xanthospilos
- Paramesotriton caudopunctatus
- Paramesotriton chinensis
- Paramesotriton deloustali
- Paramesotriton fuzhongensis
- Paramesotriton guanxiensis
- Paramesotriton hongkongensis
- Paramesotriton labiatus
- Paramesotriton longliensis
- Paramesotriton maolanensis
- Paramesotriton yunwuensis
- Paramesotriton zhijinensis
- Pleurodeles nebulosus
- Pleurodeles poireti
- Pleurodeles waltl
- Salamandra algira
- Salamandra atra
- Salamandra corsica
- Salamandra infraimmaculata
- Salamandra lanzai
- Salamandra longirostris
- Salamandra salamandra
- Salamandrina perspicillata
- Salamandrina terdigitata
- Taricha granulosa
- Taricha rivularis
- Taricha sierrae
- Taricha torosa
- Triturus arntzeni
- Triturus carnifex
- Triturus cristatus
- Triturus dobrogicus
- Triturus karelinii
- Triturus macedonicus
- Triturus marmoratus
- Triturus pygmaeus
- Tylototriton asperrimus
- Tylototriton broadoridgus
- Tylototriton dabienicus
- Tylototriton hainanensis
- Tylototriton kweichowensis
- Tylototriton lizhengchangi
- Tylototriton notialis
- Tylototriton pseudoverrucosus
- Tylototriton taliangensis
- Tylototriton verrucosus
- Tylototriton vietnamensis
- Tylototriton wenxianensis
- Tylototriton yangi